# 束沛德
束沛德（1931年—），笔名舒霈、缚高，男，江苏丹阳人，中国文学组织工作者、文学评论家，中国作家协会原主席团委员。